# Rafaela Pastor
Rafaela Pastor Martínez (Málaga, 1959) é uma activista feminista espanhola presidente e co-fundadora da Plataforma Andaluza de Apoio ao Lobby Europeu de Mulheres (PALEM). Desde 2001 lidera o "Feminario", uma escola de formação feminista que anualmente se celebra em Córdoba.

## Prémios e reconhecimentos
- 2003 prémio da andaluza de COLEGAS (Confederação LGTB Espanhola) por "a promoção de valores como a convivência", e em 2005 lhe concedeu o prémio 'FannyAnn Eddy'.[2][3]
- Em 2006, o Instituto Andaluz da Mulher concedeu o Prémio Meridiana como iniciativa em defesa da igualdade.[4]
- Em 2011, o Instituto Andaluz da Mulher concedeu o Prémio Meridiana a Rafaela Pastor, presidente de PALEM, como reconhecimento por "o trabalho desenvolvido em defesa da igualdade de direitos e oportunidades entre mulheres e homens".[5]
- Em 2013, incluiu-se a Rafaela Pastor no Especial de “500 Mulheres que fazem Córdoba”.[6]